# Viktor Agejev
Viktor Ivanovitsj Agejev (Russisch: Виктор Иванович Агеев) (Moskou, 29 april 1936 — 30 januari 2023) was een Russische waterpolospeler van de Sovjet-Unie.
Viktor Agejev nam als waterpoloër driemaal deel aan de Olympische Spelen in 1956, 1960 en 1964. Tijdens de finale ronde van het toernooi van 1956 nam hij deel aan de bloed-in-het-waterwedstrijd. Hij veroverde met het Sovjet team een zilveren en twee bronzen medailles.
Hij overleed op 30 januari 2023 op 86-jarige leeftijd.
Viktor Agejev · 
Pjotr Breus · 
Nodar Gvacharia · 
Boris Gojchman · 
Vjatsjeslav Koerennoj · 
Boris Markarov · 
Petre Msjvenieradze · 
Valentin Prokopov · 
Michail Ryzjak · 
Joeri Sjljapin
Viktor Agejev · 
Givi Tsjikvanaia · 
Leri Gogoladze · 
Boris Gojchman · 
Joeri Grigorovski · 
Anatoli Kartasjov · 
Vjatsjeslav Koerennoj · 
Petre Msjvenieradze · 
Vladimir Novikov · 
Jevgeni Saltsyn · 
Vladimir Semjonov
Viktor Agejev · 
Zenon Bortkevitsj · 
Igor Grabovski · 
Boris Grisjin · 
Nikolaj Kalasjnikov · 
Nikolaj Koeznetsov · 
Vladimir Koeznetsov · 
Leonid Osipov · 
Boris Popov · 
Vladimir Semjonov · 
Edoeard Jegorov